# 레비 상수
레비 상수(Lévy constant) 또는 킨친-레비 상수(Khinchin–Lévy constant)로도 잘 알려져 있는 수학 상수이다.
레비 상수는 연속 분수(연분수)의 수렴 인자가 분모의 {\displaystyle n} 번째 근 {\displaystyle B_{n}}에서 수렴하는 일정한 경향인  분모의 점근적 행동에 대한 표현에서 발생한다.
{\displaystyle \lim _{n\to \infty }B_{n}^{{1} \over {n}}=e^{\beta }}
{\displaystyle \;\;\;=e^{{\pi ^{2}} \over {12\ln(2)}}}
{\displaystyle \;\;\;=3.275823...(OEISA086702)}
{\displaystyle \beta ={{\pi ^{2}} \over {12\ln(2)}}}
{\displaystyle \;\;\;=1.1865691104....}
{\displaystyle \beta ^{-1}={{12\ln(2)} \over {\pi ^{2}}}}
{\displaystyle \;\;\;=0.8427659....(OEISA089729)}
{\displaystyle }
- 로크스(Lochs) 상수와의 상관관계

{\displaystyle L={{1} \over {2\log _{10}(e^{\beta })}}} {\displaystyle \qquad e^{\beta }}는 레비(Levy)상수
{\displaystyle \;\;\;={{\ln 10} \over {2\beta }}}
{\displaystyle \therefore \beta ={{\ln 10} \over {2L}}}
{\displaystyle }

## 같이 보기
- 수학 상수
- 로크스 상수
- 킨친 상수
- 연분수